# Iglesia Matriz de Santa Fe (Jauja)
La Iglesia Matriz Santa Fe es el mayor monumento arquitectónico de la ciudad de Jauja, y es la sede de la parroquia Santa Fe de Jauja. Es el principal templo católico de la ciudad peruana de Jauja. Fue construida en 1566, después de la fundación del pueblo de Santa Fe de Hatun Xauxa en 1565 por el capitán Juan de la Reinaga Salazar, mereciendo ulteriores modificaciones y restauraciones.

## Antecedentes
Al fundarse Jauja el 25 de abril de 1534 por Francisco Pizarro, también ordenó el lugar donde se tenía que levantar una Iglesia y aquella vez estuvo ubicada en el actual Distrito de Sausa Tambo.
La construcción de la iglesia y otros edificios avanzó con rapidez; el cronista Pedro Sánchez de la Hoz, 1534, dijo que Pizarro "mandó que hicieran la (iglesia) los caciques de la comarca y fie edificada con sus gradas y puertas de piedra". Además el historiador Raúl Porras Barrenechea sostiene "y en la misma iglesia en cuyo trazado ayudó Francisco Pizarro, fue bautizada solemnemente su hija Francisca - habida en una noble indígena-, ocación en la que celebraron, en la plaza de Jauja, solemnes juegos de caña".
En el año de 1565 la ciudad fue trasladada a pocos kilómetros originando la construcción de la iglesia en su presente ubicación. La construcción se debió iniciar hacia 1566. En 1681, la crónica del sacerdote dominico Juan Meléndez menciona a esta iglesia, junto con la iglesia de Huancayo como una de las mejores del valle que, por sus ornamentos y retablos, podrían estar en cualquiera de las mejores ciudades de Europa. En 1796, se tiene noticias que la iglesia fue sometida a refacciones.
En el siglo XIX, un terremoto afecta la iglesia. Previamente, en 1815 se cerraron los cementerios católicos que estaban debajo de ella. La iglesia fue posteriormente refaccionada en 1914 hasta 1937. Un nuevo terremoto en 1947 daña la iglesia que debe ser refaccionada en 1958 siendo culminadas todas sus construcciones en 1986 con la terminación del altar al Señor de la Justicia.

## Refacciones

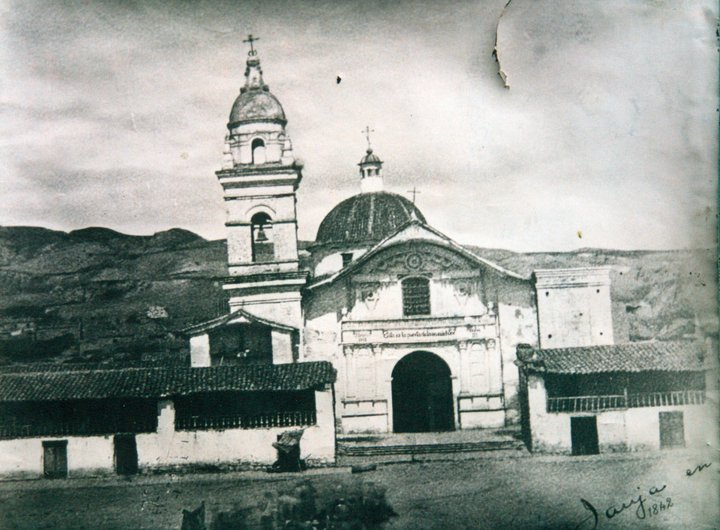
Iglesia Matriz de Jauja - 1842 - La Iglesia con una sola torre, que al parecer debió haberse desplomado después de 1824, según Edgardo Rivera Martínez.

Se han encontrado datos de refacciones siendo el más antiguo en el año 1696 dónde existe una inscripción en la puerta que dice: "Hizose siendo cura el Reverendo Padre Lector Fray Manuel Rueda i Gobernador Lorenzo Surisac. Setiembre 1696". Lorenzo Surisac fue cacique y gobernador de HatunXauxa en ese momento.
Asimismo el retablo de la Virgen del Rosario comenzó a refaccionarse en 1722, el altar Mayor en 1729 así como el coro y la pila bautismal en el año de 1781.
El bautisterio tiene una hermosa pila de mármol y en la puerta de la entrada se lee la inscripción «refaccionada por los reverendos padres canónicos regulares de la Inmaculada Concepción».
En 1815 se cerraron los cementerios católicos que estaban debajo de ella (catacumbas), o sea dejaron de usarse como cementerios pasando a ser solamente osarios, almacenes subterráneos de los huesos acumulados hasta entonces.
La Iglesia Matriz ha sufrido muchas veces el derrumbe de sus torres. En el siglo XIX, un terremoto afectó la Catedral derrumbándose la torre derecha. Esto aconteció hacia 1824, según señala el escritor jaujino Edgardo Rivera Martínez.
La iglesia fue posteriormente refaccionada en 1914, trabajos que duraron hasta 1937.
En 1933 se colocaron en la parte alta de la hornacina de la Virgen del Rosario unos mosaicos de colores fabricada en Italia con la inscripción en latín "Hoc Musivum Opos Fronti Novae Appusuert Canon Regrs Iimla Conceps Ecel Ai Rects".
El 1 de noviembre de 1947 otro terremoto dañó gravemente la nueva torre del lado derecho (lado norte), afectando no con mucho peligro a la torre del lado izquierdo (lado sur), lo que provocó la demolición de la torre derecha cuando estaba de párroco el padre Francisco Carlé, quien mandó refaccionarla en 1958. Estos trabajos de reconstrucción fueron culminados en 1986 con la terminación del altar al Señor de la Justicia.